# アドバンスド・ケミストリー (ドイツのバンド)
アドバンスド・ケミストリー(Advanced Chemistry)はドイツ南部バーデン＝ヴュルテンベルク州の景勝都市ハイデルベルク出身のヒップホップグループ。1987年にToni LとLinguist、Gee-One、DJ Mike MD (Mike Dippon)、MC Torchによって結成された。メンバー各々がドイツの市民権を持ち、Toni LとLinguist、Torchはそれぞれイタリア系、ガーナ系、ハイチ系である。
北アメリカの社会的コンシャス・ラップとネイティブ・タンズ・ムーブメントに影響を受けたアドバンスド・ケミストリーはドイツでのヒップホップにおける重要な先駆者として認められている。ドイツ初のラップグループの一つである(なおバンド名は英語である)。さらに、彼らの楽曲は論争的な社会や政治問題に取り組んでおり、初期のドイツのヒップホップグループで、より気軽で、陽気で、パーティーの印象がある「ディー・ファンタスティシェン・フィーア」と比較されている。

## ディスコグラフィー
- 1992 - "Fremd im eigenen Land" (12"/MCD, MZEE)
- 1993 - "Welcher Pfad führt zur Geschichte" (12"/MCD, MZEE)
- 1994 - "Operation § 3" (12"/MCD)
- 1994 - "Dir fehlt der Funk!" (12"/MCD)
- 1995 - Advanced Chemistry (2xLP/CD)

## ビブリオグラフィー
El-Tayeb, Fatima “‘If You Cannot Pronounce My Name, You Can Just Call Me Pride.’ Afro-German Activism, Gender, and Hip Hop,” Gender & History15/3(2003):459-485.
Felbert, Oliver von. “Die Unbestechlichen.” Spex (March 1993): 50–53.
Weheliye, Alexander G. Phonographies:Grooves in Sonic Afro-Modernity, Duke University Press, 2005.